# Burkhart Veigel
Burkhart Veigel (* 24. März 1938 in Eisfeld) war in den 1960er-Jahren einer der erfolgreichsten Fluchthelfer in der Zeit nach dem Bau der Berliner Mauer. Für sein Engagement für die Freiheit erhielt er 2012 das Bundesverdienstkreuz am Bande.

## Leben
Veigel wurde 1938 in Eisfeld/Thüringen geboren. 1940 zog seine Familie nach Schwäbisch Hall um und 1945 nach Fellbach bei Stuttgart.

### Ausbildung
Burkhart Veigel machte das Abitur 1959 am humanistischen Eberhard-Ludwigs-Gymnasium in Stuttgart. Sein Medizin-, Jura- und Philosophie-Studium verfolgte er vor allem in West-Berlin, wo er 1967 das Staatsexamen ablegte. 1962 wurde er in die Studienstiftung des Deutschen Volkes aufgenommen. 1968 promovierte er in München. Nach der Medizinalassistenten-Zeit erfolgte die Facharztweiterbildung zum Unfallchirurgen in Hannover und Tübingen, danach zum Orthopäden in Tübingen.

### Beruf
1976 ließ er sich als Orthopäde, Sportmediziner und Manualtherapeut in Stuttgart-Sillenbuch nieder; 2006 übergab er die Praxis an seinen Sohn. Ab 1980 engagierte er sich im Berufsverband der Orthopäden, ab 1985 als Landesvorsitzender. Ab 1986 entwickelte er Software für Mediziner.

### Fluchthilfe
Ab Oktober 1961 betätigte er sich als Fluchthelfer, zunächst in der Girrmann-Gruppe, später mit einer eigenen Gruppe: Er grub zusammen mit Harry Seidel Tunnel. Die von ihm entwickelte „Doppelgänger-Tour“ am Grenzübergang Heinrich-Heine-Straße wurde von den DDR-Grenzpolizisten nie durchschaut. Zum Repertoire gehörte auch der Umbau verschiedener Autos zu Fluchtfahrzeugen. Am bekanntesten wurde ein Cadillac DeVille, bei dem das Versteck für den Flüchtling im Armaturenbrett untergebracht war; den Umbau hatte er gemeinsam mit Hasso Herschel vorgenommen. Burkhart Veigel verhalf etwa 650 Menschen zur Flucht in den Westen. Dabei unterhielt er auch Kontakte zur CIA. Zwei Entführungsversuche der Stasi überstand er unbeschadet. 1969 zog er mit seiner Ehefrau nach Hannover. Ab 1970 betätigte er sich nicht mehr als Fluchthelfer.

### Aufarbeitung der SED-Diktatur
Seit 2007 lebt er wieder in Berlin, um über seine Zeit als Fluchthelfer, den Kalten Krieg und die DDR zu forschen.
Seit 2017 vergibt die Bundesstiftung zur Aufarbeitung der SED-Diktatur jährlich den Karl-Wilhelm-Fricke-Preis, ermöglicht durch eine Spende von Burkhart Veigel. Seit 2016 verwahrt die Bundesstiftung Veigels privates Archiv.

### Privates
Burkhart Veigel war von 1966 bis 2003 in erster Ehe verheiratet. Er hat drei Kinder und sechs Enkelkinder
. Von 2021 bis 2024 war er mit der Schriftstellerin Roswitha Quadflieg verheiratet. Ab 1976 spielte er Geige und Bratsche im Orchesterverein Stuttgart, den er von 1990 bis 2008 auch organisierte.

## Publikationen
- Beitrag in: BlackBox DDR – Unerzählte Leben unterm SED-Regime. Hrsg. Ines Geipel und Andreas Petersen. Matrix Verlag, 2009.
- als Hrsg.: Uwe Johnson: Ich wollte keine Frage ausgelassen haben. Suhrkamp Verlag, 2010.
- Wege durch die Mauer – Fluchthilfe und Stasi zwischen Ost und West. Edition Berliner Unterwelten im Ch. Links Verlag, 2011/2019.[5]
- Frei. Roman. Mit Roswitha Quadflieg. Europa Verlag, München 2018.
- Beitrag. In: Freya Klier (Hrsg.): Und wo warst Du? 30 Jahre Mauerfall. Herder Verlag, 2019.